# Tisqi
Tisqi  (in arabo تسقي‎?) è un centro abitato e comune rurale del Marocco situato nella provincia di Azilal, regione di Béni Mellal-Khénifra. Conta una popolazione di 6 147 abitanti (censimento 2014).